# Un alma sentenciada
Az Un alma sentenciada (jelentése spanyolul: ’Egy elkárhozott lélek’) Thalía mexikói énekesnő El sexto sentido című stúdióalbumának második kislemeze, amelyet 2005. novemberben adtak ki. Szerzői a kolumbiai Estéfano (producer is) és Julio Reyes, stílusa ballada.
A dal igényes hangzása ellenére mindössze a 13. helyig jutott a Billboard Top Latin Songs slágerlistán, valamivel jobb, 11. helyezést ért el a Latin Pop Songs listán, és 6. hellyel benne volt a Top 10-ben a Latin Tropical Airplay listán.

## A dalról
Az Un alma sentenciada, azaz „Egy elkárhozott lélek” egy kissé rockos ballada, gitár- és vonószenekari kísérettel. Sokak szerint Thalía legjobb dalai közé tartozik, amit valaha készített, igényes hangszereléssel, mélyen lírai és egy némileg vallásos hangulatú szövegezéssel. Mindazonáltal – a rajongók dalról alkotott pozitív véleménye és a várakozások ellenére – nem volt túl nagy sikere a slágerlistákon.

### A videóklip
A dal videóklipje vallásos témája miatt eleve vitásnak ígérkezett. A forgatás New Jersey egyik elhagyatott városrészében történt, a rendező az Amar sin ser amada klipjéhez hasonlóan Jeb Brien. A története két szálon fut. A egyik szerint Thalía egy elhagyatott gyárban élő remetelányt alakít, aki egy társat keresve rátalál egy Krisztust megidéző külsejű beteg szegényemberre. A férfit hazavonszolja, és ott ápolgatja őt. A férfi később Jézus Krisztus képében tűnik fel, és a lányt megjutalmazza egy halalakot ábrázoló fényes kővel (amely a kereszténység jelképe). A lány egy reggelen arra lesz figyelmes, hogy a férfi eltűnt, és azt hiszi, hogy csak álmodta az egészet. Ám a kő ott van a markában, és rájön, hogy az álom valóságos volt. Ennek mondanivalóját a következőképpen lehet lefordítani: „ha segítesz másokon, Isten valamilyen formában meghálálja”. Thalía eközben egy másik, a gyárhoz közeli helyszínen, Mária Magdolnára emlékeztető, vékony, földig érő ruhában énekel, az áttetsző ruha alatt felül csak egy aranyszínű melltartót visel. A klip a következő felirattal zárul:
A klipet a mexikói Primer Impacto („Első benyomás”) című televízióműsorban mutatták be először. Több rajongó bírálta, amiért az egyik jelenetében Thalía szétnyitja a ruháját és csak egy szál melltartóban énekel, mert szerintük ez összeférhetetlen a klip vallásos tartalmával, míg mások szerint a történet nincs szoros összefüggésben a dal szövegével.

## Hangszerelés és zenészek
- Akusztikus és elektromos gitárok: José Luis Pagán
- Basszusgitár: Guillermo Vadala
- Dobok, ütőhangszerek: Hernán Marchesi
- Vonósok: The Argentinian Ensemble – vezényel Gerardo Gardelín
- Háttérvokálok: José Luis Pagán és Vicky Echeverri

## Külső hivatkozások
- Thalía – El sexto sentido (Thalia.com)
- Un alma sentenciada. YouTube